# Castillo Aragonés de Isquia
El Castillo Aragonés (en italiano: Castello Aragonese) es una fortificación medieval que se encuentra en un islote situado en la parte oriental de Isquia (en las islas Flégreas), en el extremo norte del golfo de Nápoles, Italia.
El islote está conectado a Isquia por medio de un puente de 220 metros, conocido anteriormente como Borgo dice Celsa, ahora conocido como el Puente Aragonés. El islote sobre el que se construyó el castillo proviene de una erupción producida hace más de 300 000 años. Alcanza una altura de 113 metros sobre el nivel del mar y tiene una superficie de aproximadamente 56 000 m². Geológicamente es una burbuja de magma que se consolidó durante las erupciones.
Una forma de acceder al castillo es a través de un túnel excavado en la roca hecho durante el siglo XV por Alfonso V de Aragón. Antes del túnel, el único acceso posible era por el mar a través de una escalera ubicada en el lado norte del islote. El túnel tiene 400 metros de largo y el camino está iluminado por tragaluces que usaron también para echar aceite caliente, piedras y otros materiales sobre los enemigos. La siguiente sección es una cuesta hacia arriba al aire libre que conduce hasta la cima de la isla. A partir de este camino existen senderos más pequeños que conducen a varios edificios y jardines. Desde los años setenta, también hay un ascensor, cuyo camino está tallado en la roca y alcanza los 60 metros sobre el nivel del mar.

## Historia

### Orígenes
La construcción del castillo se remonta a 474 a. C., bajo el nombre de Castrum Gironis, o "Castillo de Hierón", en honor a su fundador. En ese año, el griego Hierón I, el tirano de Siracusa, prestó ayuda con su flota a Cumas en la guerra contra los etruscos, acabando en la victoria cumaní, que se dio en las aguas de Lacco Ameno. Los cumanís decidieron premiar al aliado cediéndole toda la isla.
La fortaleza fue ocupada posteriormente por Nápoles, pero en el año 315 a. C., los romanos lograron conquistar la isla, lugar donde fundaron la colonia de Aenaria. El castillo se utilizó como fortaleza defensiva, y también se construyeron algunas casas y torres para vigilar el movimiento de naves enemigas.
En los siglos siguientes, la fortaleza de Hierón se transformó radicalmente, con el fin de servir como refugio seguro para la población contra los saqueos de visigodos, vándalos, godos, árabes, normandos (1134-1194), los Hohenstaufen (1194-1265) y el Ducado de Anjou (1265-1282). La erupción del Arso de 1301 proporcionó un poderoso incentivo para el desarrollo de los asentamientos urbanos. Tras la destrucción de la ciudad, los ischitanís se refugiaron en el castillo que garantizaba tranquilidad y seguridad, creando un refugio en el que vivir.

## Galería

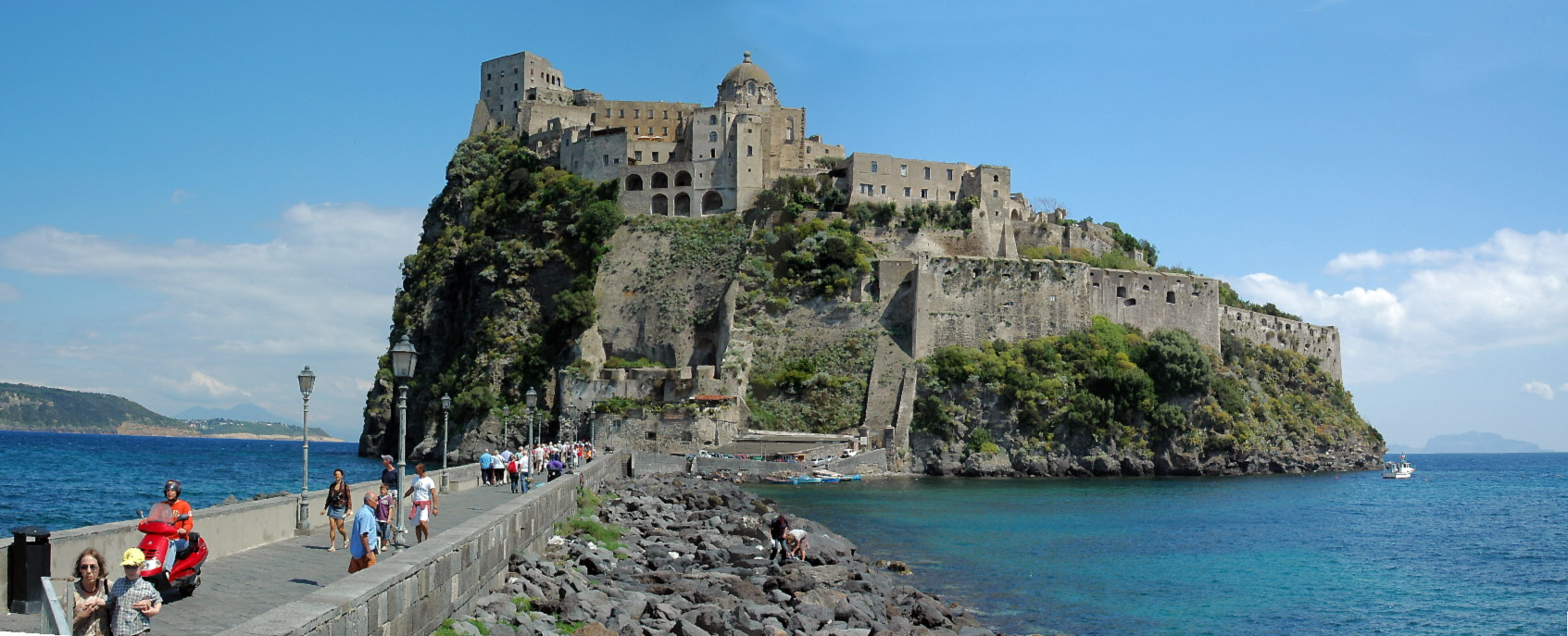
El Castillo Aragonés.
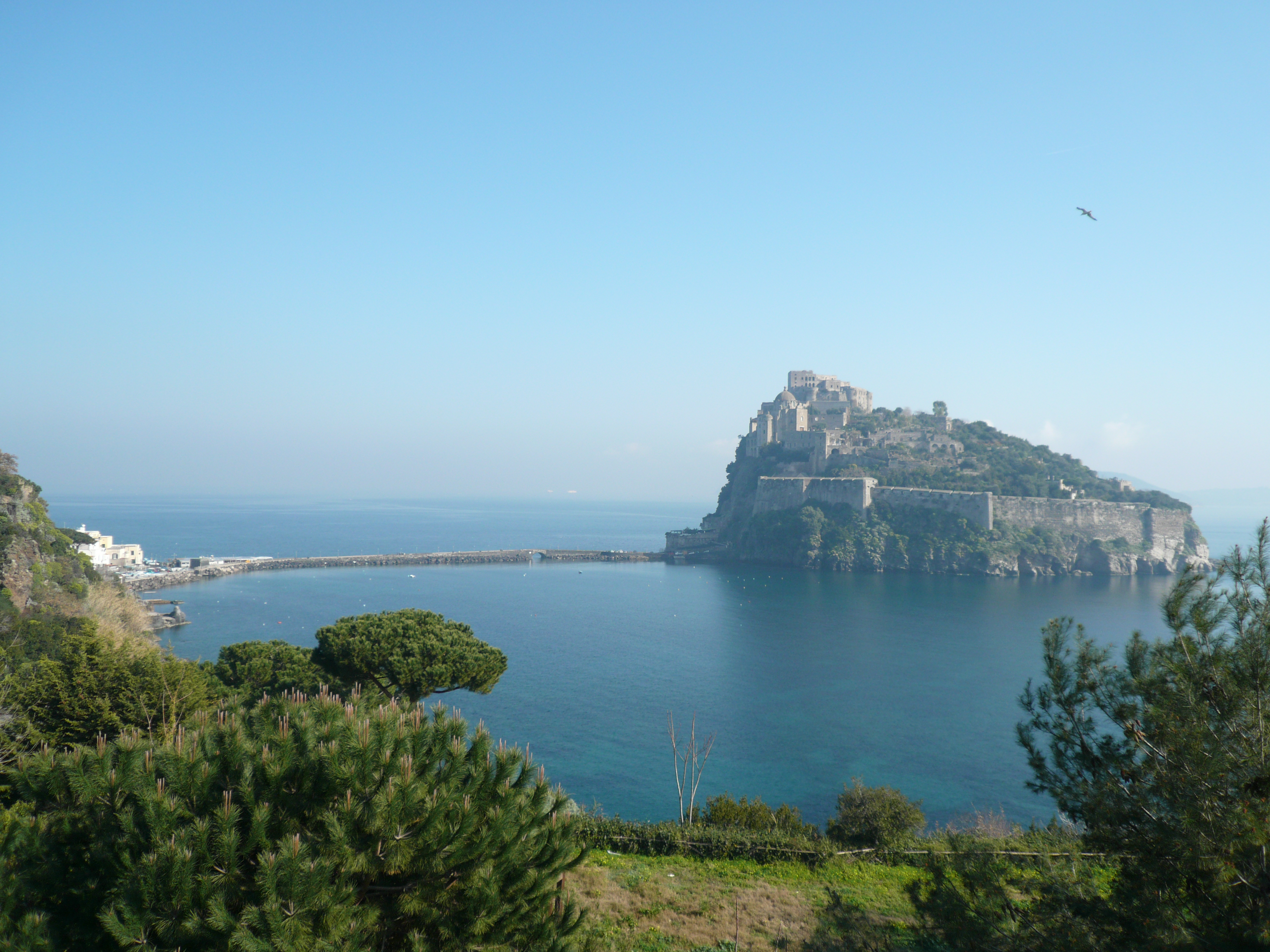
Lado sur del castillo.
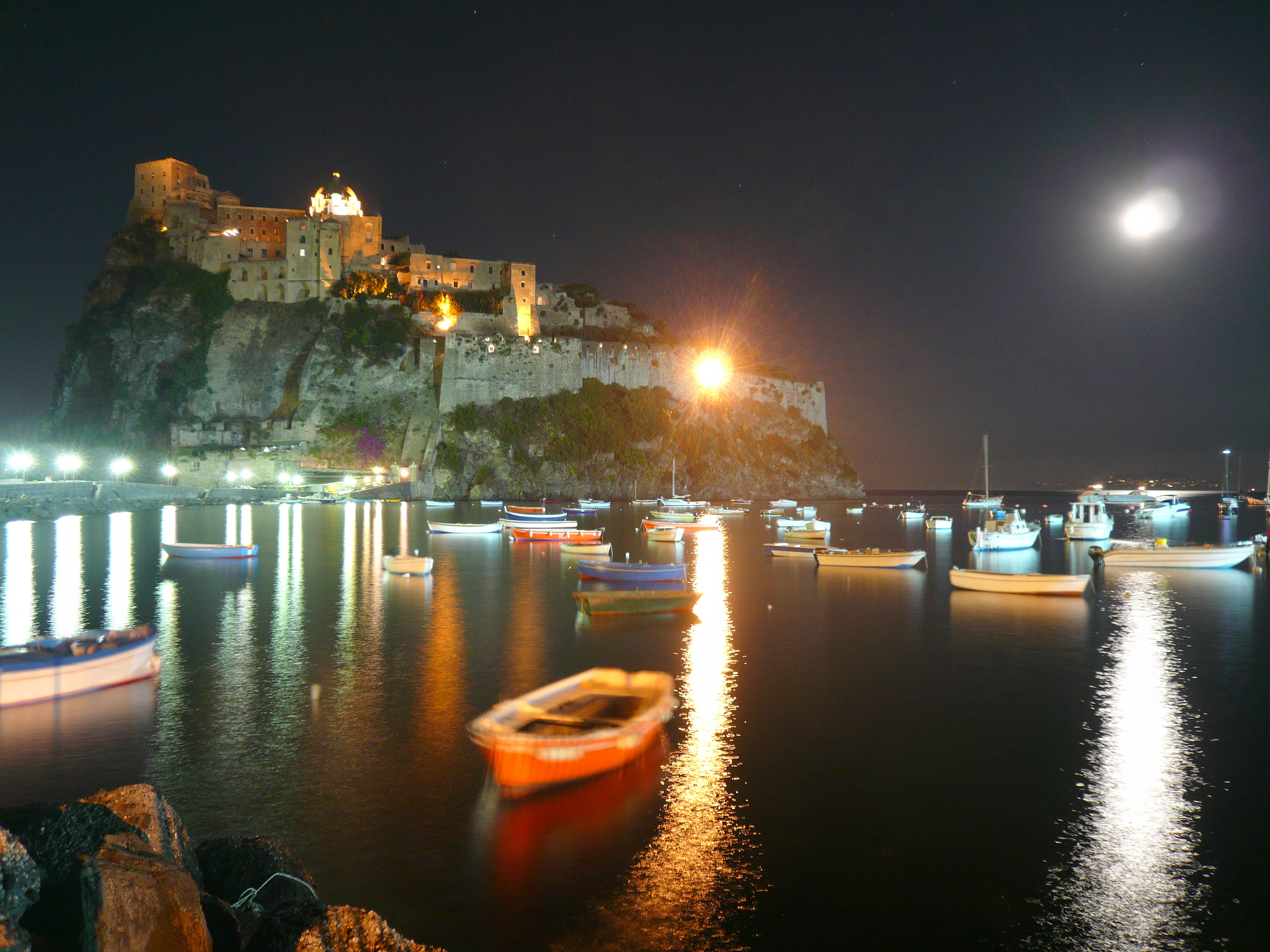
El Castillo Aragonés de noche.
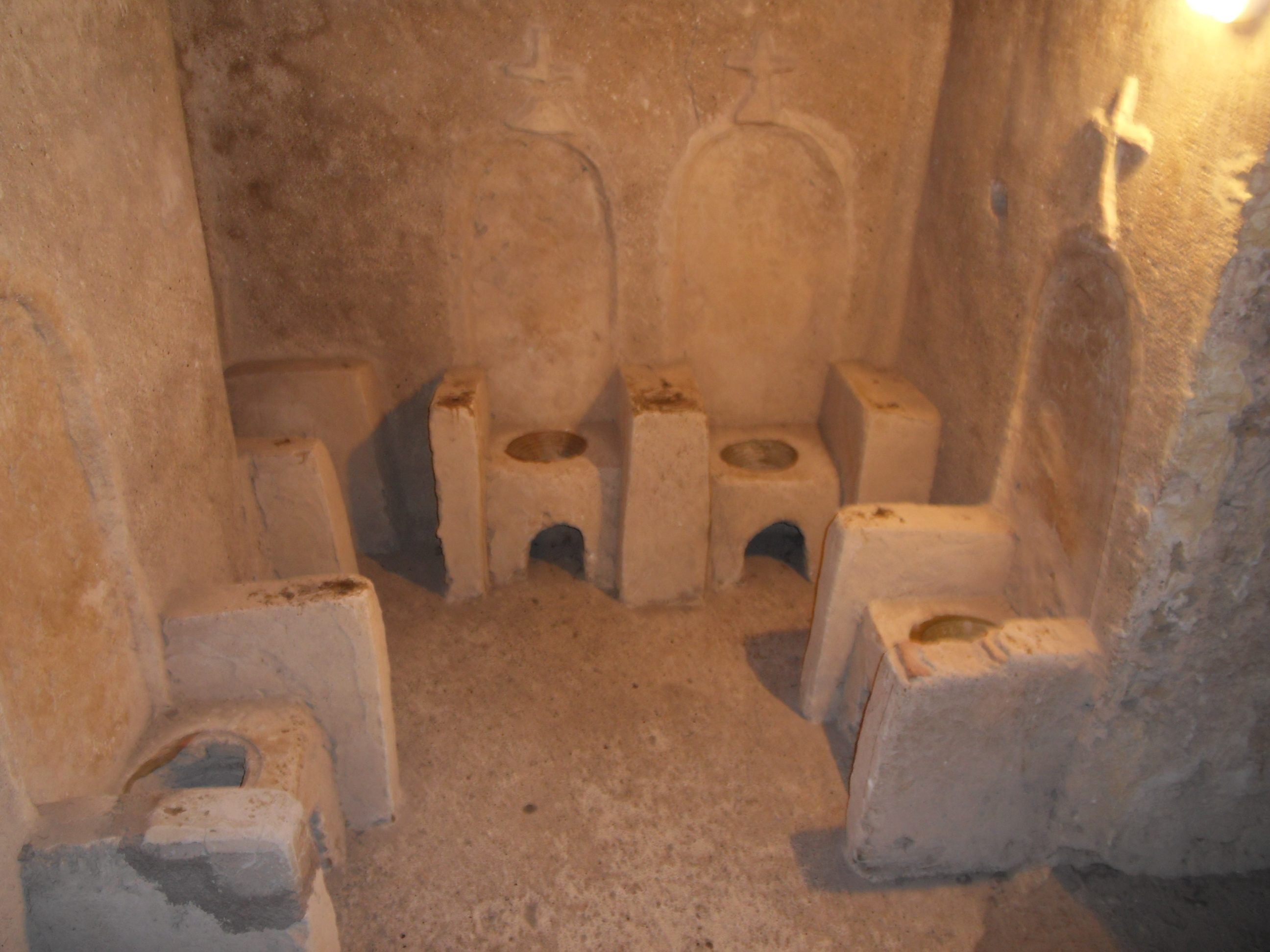
Asientos de piedra en el interior del Cementerio de las Clarisas.